# آسیاب شماره ۳ کورسا
آسیاب شماره ۳ کورسا مربوط به اواخر دوره قاجار است و در شهرستان کهگیلویه، روستای شهید دارکوب واقع شده و این اثر در تاریخ ۱۱ دی ۱۳۸۰ با شمارهٔ ثبت ۴۵۵۹ به‌عنوان یکی از آثار ملی ایران به ثبت رسیده است.